# Sabratha
Sabratha (van het oorspronkelijk Libyco-Berberse Sbrt'n) is de westelijkste van Tripolitana, de drie steden van het Romeinse Libië. De ruïnes van de stad zijn nog steeds te zien. Naast Lepcis Magna (oostelijk van Tripoli) vormen ze een van de belangrijkste bezienswaardigheden van Tripoli en omgeving. De stad is in de 7e eeuw v.Chr. gesticht door de Feniciërs. Zij beleefde haar hoogtijdagen tijdens de regeringsperiode van de Romeinse keizers Antoninus Pius (138-161), Marcus Aurelius (161-180), Commodus (180-192) en Septimius Severus (193-211).
De belangrijkste bezienswaardigheid van Sabratha is het theater. Het is in 190 onder de regering van Commodus gebouwd en is in gebruik geweest tot aan de aardbeving van 365. Omdat Mussolini er eens wilde spreken, is het in de jaren dertig voor een groot deel herbouwd.
Het mausoleum met het beeld van de Egyptische god Bes is Neo-Punisch, dat wil zeggen dat het dateert uit de Romeinse tijd maar naar een Punisch model is gebouwd.
De stad werd getroffen door de tsunami, die het gevolg was van de aardbeving van 365, maar kon zich enigszins herstellen omdat de agrarische basis waarop het economisch leven van de stad was gebaseerd (de ontginningen van de Limes Tripolitanus), niet noemenswaardig was aangetast. De instorting, in de elfde eeuw, van deze op zorgvuldig waterbeheer gebaseerde agrarische cultuur betekende dat de bevolking van de Tripolitania snel terugliep. De steden Sabratha en Lepcis Magna werden ontruimd en de bewoners vestigden zich in Oea.
|  |  |  |
|  |  |  |